# 國道131號
國道131號為日本自羽田機場至東京都大田區大森東2丁目的一般國道。

## 概要
基於一般國道路線指定政令。
- 起點：羽田機場（穴守橋東詰）
- 終點：東京都大田區大森東2丁目（大森警察署前交差點）
- 重要經過地：無。
- 路長：3.6 km[2][注釋 2]
- 指定路段（日语：指定区間）：無[3]

## 歷史
- 1953年（昭和28年）5月18日
二級國道（日语：二級国道）131號羽田空港線（羽田機場 - 東京都大田區大森町）施行[4]。
- 1965年（昭和40年）4月1日
道路法改正，一級、二級區分廢止，一般國道131號施行[5]。

## 路線狀況

### 通稱
- 環八通（穴守橋東詰 - 大鳥居交差點）
- 產業道路（大鳥居交差點 - 大森警察署前交差點）

### 共線路段
- 東京都道311號環狀八號線（日语：東京都道311号環状八号線）（穴守橋東詰 - 大鳥居交差點）
- 東京都道6號東京大師橫濱線（日语：東京都道・神奈川県道6号東京大師横浜線）（大鳥居交差點 - 大森警察署前交差點）

### 道路設施

#### 橋梁
- 穴守橋（海老取川）
- 呑川新橋（新呑川（日语：呑川））

## 地理

### 通過行政區
- 東京都
大田區

### 交匯道路
- 國道15號（大田區大森警察署前交差點）

## 關連條目
- 關東地方道路列表

## 外部連結
- 東京都（页面存档备份，存于）
  - 第二建設事務所 （页面存档备份，存于）：管理全線